# Almási-Tóth András
Almási-Tóth András (1972 –) magyar színházrendező, dramaturg, egyetemi docens.

## Életpályája
1992 és 1997 között a Színház- és Filmművészeti Főiskola színházrendező szakos hallgatója volt, Babarczy László osztályában. Vizsgarendezésére a Budapesti Kamaraszínházban került sor, ahol később is rendezett. 2006-ban a Színház- és Filmművészeti Egyetemen DLA fokozatot szerzett. A disszertációjának címe: Opera: Zene/Ember/Színház, amely azóta is több felsőoktatási intézmény tantervében szerepel szakirodalomként. 1998-2003 között a Liszt Ferenc Zeneművészeti Egyetem ének tanszékének egyetemi tanársegédje volt. 1997-2011 között a Színház- és Filmművészeti Egyetem oktatója volt, ugyan ezen időszakban a Budapesti Kamaraszínház rendezőjeként is tevékenykedett. 2009-ben visszatért a Liszt Ferenc Zeneművészeti Egyetemre, ahol egyetemi docensként dolgozik. 2008-2010 között a Szegedi Nemzeti Színház irodalmi vezetője is volt. 2010-től főleg operarendezéssel, előadások létrehozásával foglalkozik, mellette számos színházban rendezett prózai előadásokat is. 2018-tól a Magyar Állami Operaház művészeti igazgatója.

## Főbb színházi munkái
- Bizet – Mérimée: Carmen - Nyíregyházi Móricz Zsigmond Színház, Zeneakadémia, 2000
- Gluck: Armida-keresztmetszet - Zeneakadémia, 2000, 2010
- Eötvös Péter: Az álmok hídján mentem át - Budapesti Tavaszi Fesztivál, Thália Színház, 2001, 2004
- Almási-Tóth András – Borbély Szilárd – Vajda Gergely: A Gólem - Budapesti Operettszínház, 2002
- Huszka Jenő: Lili bárónő - Soproni Petőfi Színház, 2002
- Music Hall: Kulka-Csákányi est - József Attila Színház, 2002
- Kassák Lajos – Kamondy Ágnes: Ólomvitézek - Budapest Bábszínház, 2001
- Sztravinszkij: A katona története - BTF, 2003, Ludwigshafen, 2009, Szegedi Nemzeti Színház, 2010
- Schubertiáda – egész napos rendezvénysorozat - BTF 2003
- Az a perc - Sanzonest, Szentendrei Művészet Malom, 2004
- Moliére – Lully: Az úrhatnám polgár - Debreceni Csokonai Színház, 2004
- Mozart: Figaro házassága - Miskolci Nemzeti Színház, 2004
- Händel: Rinaldo - Budafest Nyári Operafesztivál Budapest, 2007
- Bella Máté: Who the Fxxk is Lady Domina? - Ódry Színpad, 2009
- Gilbert-Sullivan: Kalózkaland - Szegedi Nemzeti Színház, 2009
- Eötvös Péter: Radames - Bartók Fesztivál, Szombathely, 2009, Budapesti Kortárs Zenei Napok, 2010
- Stravinsky: The Rake's Progress – Gazzaniga: Don Giovanni -keresztmetszet - Zeneakadémia, 2009
- Bellini: Romeo és Júlia – Donizetti: Viva la Mamma! - keresztmetszet - Zeneakadémia, 2010
- Humperdinck: Jancsi és Juliska - keresztmetszet - Zeneakadémia, 2010
- Britten: Szentivánéji álom-keresztmetszet - Zeneakadémia, 2011
- Purcell: The Fairy Queen - Zeneakadémia, 2011
- Sing Dein' Song - Theater am Pfalzbau, Ludwigshafen, 2011
- Mozart: Idomeneo/Titus kegyelme - keresztmetszet, Zeneakadémia, 2012
- Csemiczky Miklós: A brémai muzsikusok - Millenáris Teátrum, 2012
- Janáček: A ravasz rókácska - keresztmetszet, Zeneakadémia, 2012
- Bella Máté: A tavasz ébredése - ősbemutató, 2012
- Széttört álmok - Művészetek Palotája, 2012
- Cavalli: Callisto - Zeneakadémia, 2013
- Solti Árpád: La Violetta - Zeneakadémia, 2013
- Menotti: A telefon - Magyar Állami Operaház, 2013
- R&L avagy a Mágusok Birodalma - Budaörsi Latinovits Színház, 2013
- Hoffmann2012.com - Theater am Pfalzbau, Ludwigshafen, 2012-13
- Mozart: A varázsfuvola - 2013, Liszt Ferenc Zeneművészeti EgyetemOperaszkeccsek - LFZE, 2013
- Maxwell – Davies: 8 songs for a Mad King / Benjamin: Into the Little Hill - BTF, Budapest Music Center, 2014
- Dohnányi: A tenor - Erkel Színház, 2014
- Eötvös: Angels in America - Opera Wroclawska, 2014
- Eötvös: Lady Sarashina – Zeneakadémia, 2014
- Photoshop - Rossini Sitcom – Zeneakadémia, 2015
- Goldmark Károly: Téli rege – operavizsga, MÁO, 2015
- Bella Máté: A tavasz ébredése - Budapesti Őszi Fesztivál, Zeneakadémia, 2015
- Weöres – Melis: A holdbeli csónakos - Pécsi Nemzeti Színház, 2015
- Csajkovszkij: Jolanta cipellője – Zeneakadémia, 2016
- Cesti: Orontea – BTF, Zeneakadémia, 2016

## Kötetei
- Az opera – egy zárt világ. Az operai színjáték alapproblémái; utószó Fodor Géza; Typotex, Bp., 2008 (Claves ad musicam)

## Díjai és kitüntetései
- Vámos László-díj (2010)
- A Magyar Érdemrend lovagkeresztje (2017)